# 亚西尔·阿卜杜·拉博

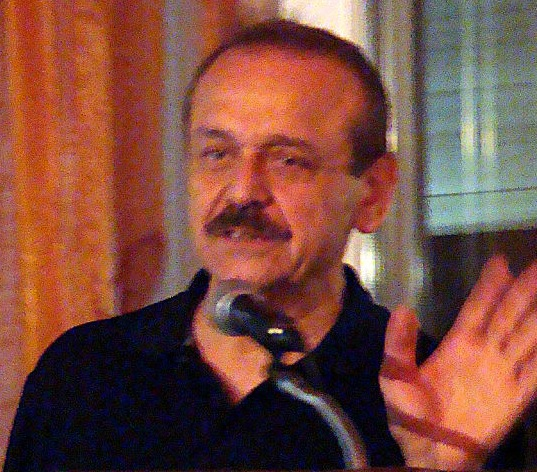
2007年的亚西尔·阿卜杜·拉博

亚西尔·阿卜杜·拉博（阿拉伯语：‎；1944年—），昵称阿布·巴沙尔，是巴勒斯坦的一个政治家。他出生于巴勒斯坦托管地雅法，毕业于开罗美国大学。1969年，他参与创建解放巴勒斯坦民主人民阵线（1974年，改名为解放巴勒斯坦民主阵线），任该党的政治局委员。1990年，因意识形态分歧，时任解放巴勒斯坦民主阵线副总书记的拉博脱离解放巴勒斯坦民主阵线。1991年，拉博及其追随者建立“解放巴勒斯坦民主阵线—革新和民主”；1993年，该党改名为巴勒斯坦民主联盟，并抛弃解放巴勒斯坦民主阵线的马克思列宁主义纲领。他代表巴勒斯坦民主联盟担任巴勒斯坦解放组织执行委员会委员。1993年—2002年，任巴勒斯坦民主联盟总书记。1994年—2004年，任巴勒斯坦民族权力机构文化和艺术部长。